# Palais Rothschild (Metternichgasse)

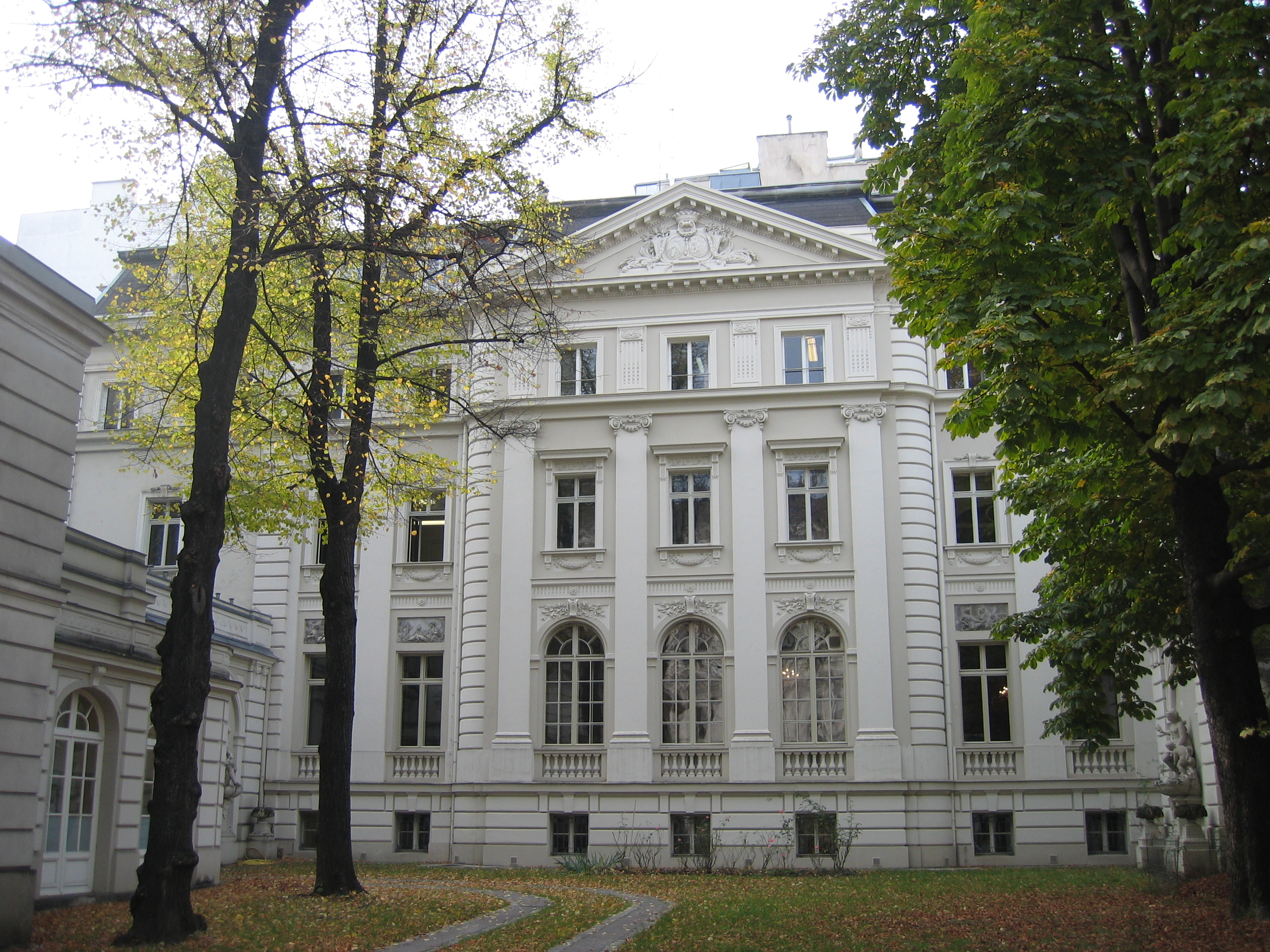
Palais Rothschild in Wien, Metternichgasse

Das Palais Rothschild ist ein Palais in Wien. Es befindet sich in der Metternichgasse 8 im 3. Wiener Gemeindebezirk Landstraße. Das Gebäude ist auch unter dem Namen Palais Springer oder Palais Springer-Rothschild bekannt, da es vor der Familie Rothschild im Besitz der Familie Springer war.
Das Palais wurde von 1891 bis 1893 nach Entwürfen der Architekten Amand Louis Bauqué und Albert Pio für den Baron Othon de Bourgoing errichtet. De Bourgoing ließ bereits 1890 das Palais Bourgoing in der Metternichgasse 12 ebenfalls durch Bauqué und Pio erbauen.

## Moderne Nutzung
Bis spätestens Juni 2024 befand sich im Palais Rothschild eine Außenstelle der Universität für Musik und darstellende Kunst Wien. Nach deren Auszug werden für die Musikuni gemachte Adaptierungen durch die Bundesimmobiliengesellschaft (BIG) wieder rückgängig gemacht.
Bis vor dem Winter 2024 soll der Complexity Science Hub Vienna vom Palais Strozzi mit über 70 Wissenschaftlern ins Palais Rothschild übersiedeln.